# Auguste de Méritens
Auguste de Méritens, né le 6 mars 1834 à Paris et mort le 27 octobre 1898 à Éragny, est un ingénieur électricien français. 
Il est connu pour son travail sur les générateurs magnéto-électriques, plus particulièrement sur ceux utilisés pour faire fonctionner les lampes à arc ainsi que les phares. Ce type de générateur avait déjà été produit auparavant par l'ingénieur belge Floris Nollet.[réf. nécessaire]

## Biographie
Fils d'un capitaine de la Grande Armée, il est issu d'une famille noble de la région d'Auch,. Il est élève de l’École Centrale de Paris.
L'innovation dont de Méritens a été l'initiateur en avril 1878, fut de remplacer le rouleau du stator, enroulé sur plusieurs bobines, par un anneau d'enroulement. Ces enroulements étaient alors bobinés autour d'un noyau de fer segmenté, similaire à l'anneau de Gramme, de manière à former un seul cercle continu. Cela produit un courant plus intense, ce qui est avantageux pour l'alimentation des lampes à arc.
Lors de l'Exposition internationale d'Électricité, il fait la première démonstration du procédé de soudure à l'arc,,.
En 1888, il dépose un brevet de purification de l'eau et de l'alcool par ozonisation, mais n'en tire aucun bénéfice. Au début de 1896, son brevet de soudure tombe dans le domaine public : privé de ressources, il est contraint de revendre sa maison de la  rue de la Bretonnerie, à Pontoise, pour emménager à Éragny-sur-Oise (rue de l'Oise). Saisi par décision de justice, il met fin à ses jours en s'empoisonnant avec sa femme, sa cadette de 30 ans,.

## Brevets
- 10 avril 1878, brevet français no 123766, (amélioration du générateur magnéto-électrique),
- 17 septembre 1878, brevet britannique no 3658, (amélioration du générateur magnéto-électrique),
- 2 mars 1880, brevet espagnol no 501A1, (soudure à l'arc)[8],
- 1881, brevet français, (soudure à l'arc)[9],
- 22 mars 1892, brevet américain no 471242, (soudure à l'arc)[10].